# Harold Sakuishi
ハロルド 作石
Œuvres principales
Première œuvre : Gorillaman
Autres ouvrages :
- Beck
- Seven Shakespeares

Harold Sakuishi (ハロルド 作石, Harorudo Sakuishi), de son vrai nom Takahiro Sakuishi (作石 貴浩, Sakuishi Takahiro) est un mangaka né le 16 mars 1969 dans la préfecture d'Aichi au Japon. Il a obtenu le Prix du manga Kōdansha à deux reprises pour ses mangas Gorillaman et Beck.

## Œuvres
- Gorillaman (ゴリラーマン, Gorirāman?), 1988-1994, 19 volumes (prépublié dans Weekly Young Magazine )
- Savanna no hyena (サバンナのハイエナ, Sabanna no haiena?), 1994, one shot
- Bakaichi (バカイチ?), 1995, 4 volumes
- Stopper Busujima (ストッパー毒島, Stoppā Busujima?), 1996-1998, 12 volumes (prépublié dans Weekly Young Magazine )
- Beck, 1999-2008, 34 volumes (prépublié dans Monthly Shōnen Magazine)
- Seven Shakespeares (7人のシェイクスピア, Nananin no Shakespeares?), 2009-2011, 6 volumes (prépublié dans Big Comic Spirits)
  - Seven Shakespeares: Non Sanz Droict, depuis 2016 (prépublié dans Weekly Young Magazine)
- Rin (リン?), 2012-2016, 14 volumes (prépublié dans Monthly Shōnen Magazine)

## Récompenses
Il a obtenu le Prix du manga de son éditeur à deux reprises :
- en 1990, dans la catégorie Général (seinen) pour Gorillaman, ex æquo avec Chinmoku no kantai (沈黙の艦隊?) de Kaiji Kawaguchi ;
- en 2002 dans la catégorie Shōnen pour Beck, à égalité avec Sakigake !! Cromartie Kōkō (魁!! クロマティ高校, Sakigake !! Kuromati Kōkō?, litt. Chargez !! Lycée Cromartie) d'Eiji Nonaka.

En 2018, il remporte le Prix Harvey de mise en lumière internationale.